# Koplik

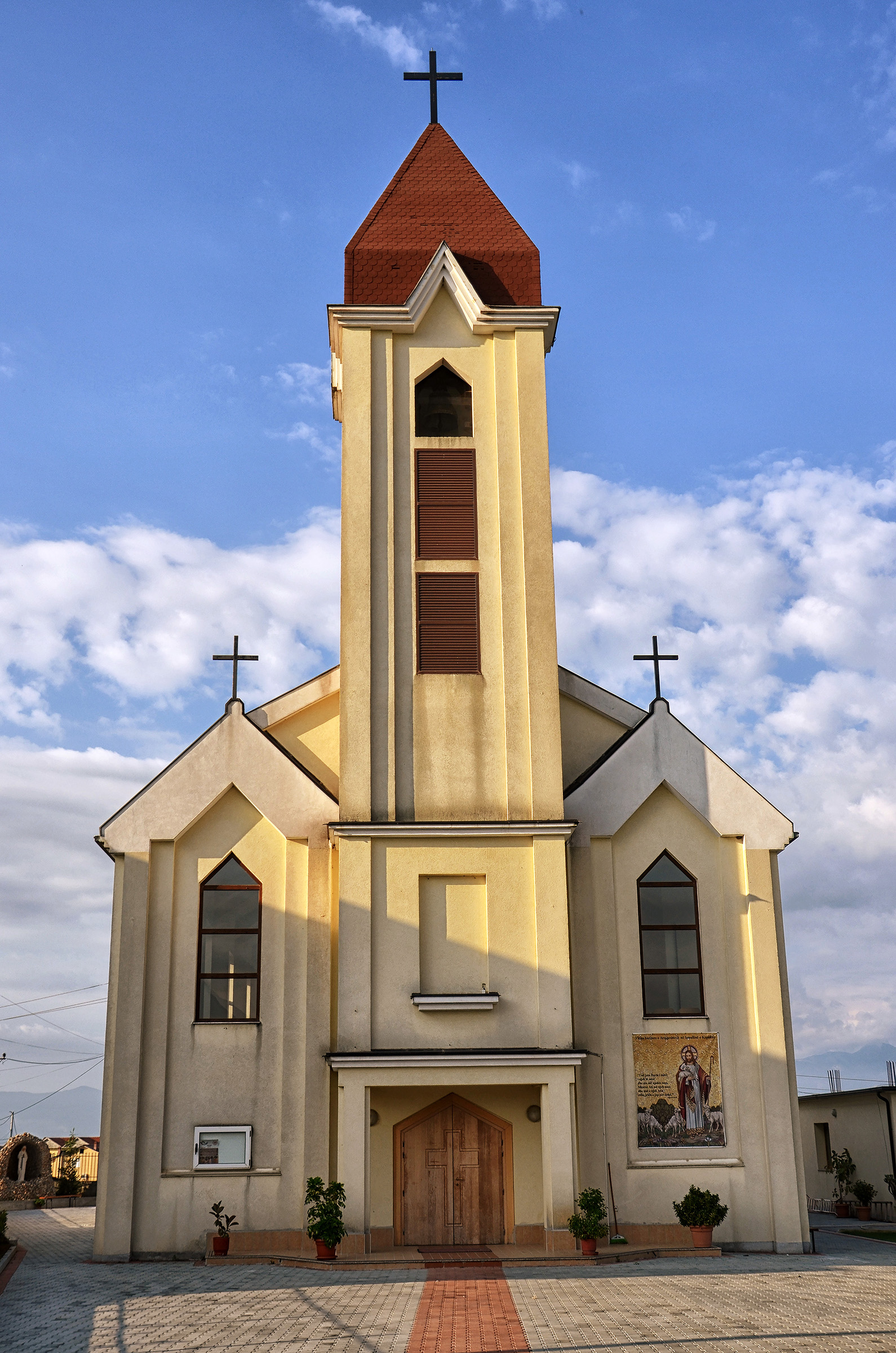
Keresztelő Szent János-templom

Koplik, korábbi nevén Koplik i Poshtëm város Albánia északnyugati részén, Shkodra városától légvonalban 17, közúton 18 kilométerre észak–északnyugati irányban, a Shkodrai-síkság északi részén. Shkodra megyén belül Malësia e Madhe község székhelye, Koplik alközség központja, egyúttal egyetlen települése is. A 2011-es népszámlálás alapján az alközség, vagyis Koplik népessége 3734 fő. Mezőgazdasági település, amely Theth völgyének és a Thethi Nemzeti Parknak kapujaként jelentős turisztikai potenciállal rendelkezik.

## Fekvése
Koplik a Shkodrai-síkság északi, a Shkodrai-tó és az Albán-Alpok hegylába közötti keskeny sávjában, a Kopliki-sík (Fusha e Koplikut) kistáján fekszik, 69 és 73 méter közötti tengerszint feletti magasságban. Északi határában éri el a síkvidéket a magashegyekből érkező Száraz-patak (Përroi i Thatë) völgye. A síksági Alacsony-Albánia legesősebb vidéke, az átlagos évi csapadékmennyiség az 1700 mm-t is elérheti.
A települést keletről kerüli el a Tiranát a Han i Hotit-i határátkelővel összekötő SH1-es főút, és innen indul ki a Theth völgyébe tartó SH21-es jelű út is. Minibuszjáratok kötik össze Shkodrával, ahogy a község valamennyi településével is.

## Története
A római korban Kopliktól 3 kilométerre nyugatra vezetett a dalmát vidéket Scodrán keresztül Dyrrhachiummal összekötő út. A mai Kalldrun helyén az i. sz. 1. században állomáshely épült ezen az úton, amelyet az i. sz. 2–3. századi itineráriumokban és térképeken Cinna néven említenek. A régészeti ásatások során feltárták az i. sz. 3 századig lakott Cinna gazdag nekropoliszát, a leletanyagban jelentősek az illír névfelírásos kövek, mezőgazdasági eszközök és üvegedények.
A 15. századi velencei fennhatóság alatt a település neve Copenico volt, lakói szőlőtermesztéssel és borászattal foglalkoztak. A mai város tágabb környezete hagyományosan a római katolikus kopliku törzs szállásterülete volt.
Koplik lakói az 1912-es albán felkelés során összecsaptak az ott állomásozó oszmán csapatokkal, majd a második világháborút követően kiépülő kommunista államhatalom elleni tiltakozásul 1945 januárjában is fegyvert ragadtak.
Az 1991-es rendszerváltást követően elvándorlás sújtotta a várost, sok kopliki Egyiptomban keresett megélhetést. Ezeknek a kivándorlóknak köszönhetően épült fel a város új mecsetje. Bár Koplik mindmáig megmaradt agrártelepülésnek, 2017-ben megindult Koplika város mellett egy, a környék mezőgazdasági terményeit feldolgozó ipari park létesítése.

## Nevezetességei
Koplik látványosságokban szűkölködő település, de sok turistát vonz mint az Albán-Alpok nyugati völgyeibe tartó utak kiindulópontja. Innen érhetőek el legegyszerűbben Boga és Theth völgyei, valamint kis kerülővel Vermosh vidéke is. Északi-északkeleti határában húzódik a Száraz-patak többnyire valóban száraz, helyenként 2 méter szűk és 20 méter mély szurdokvölgye, kedvelt túrahelyszín. A szurdokvölgy keleti végénél találhatóak Marshej i. e. 7. századi erődített illír településének romjai.
Koplik magyar vonatkozása, hogy 1959 nyarán magyar néprajzkutatók, Andrásfalvy Bertalan és Katona Imre végeztek itt néprajzi terepmunkát, amelynek során többek között filmre vettek egy párbajszerű kardos fegyvertáncot, valamint a régi magyar virágénekekhez hasonló népköltészeti alkotásokat gyűjtöttek.